# Alberto Valerio

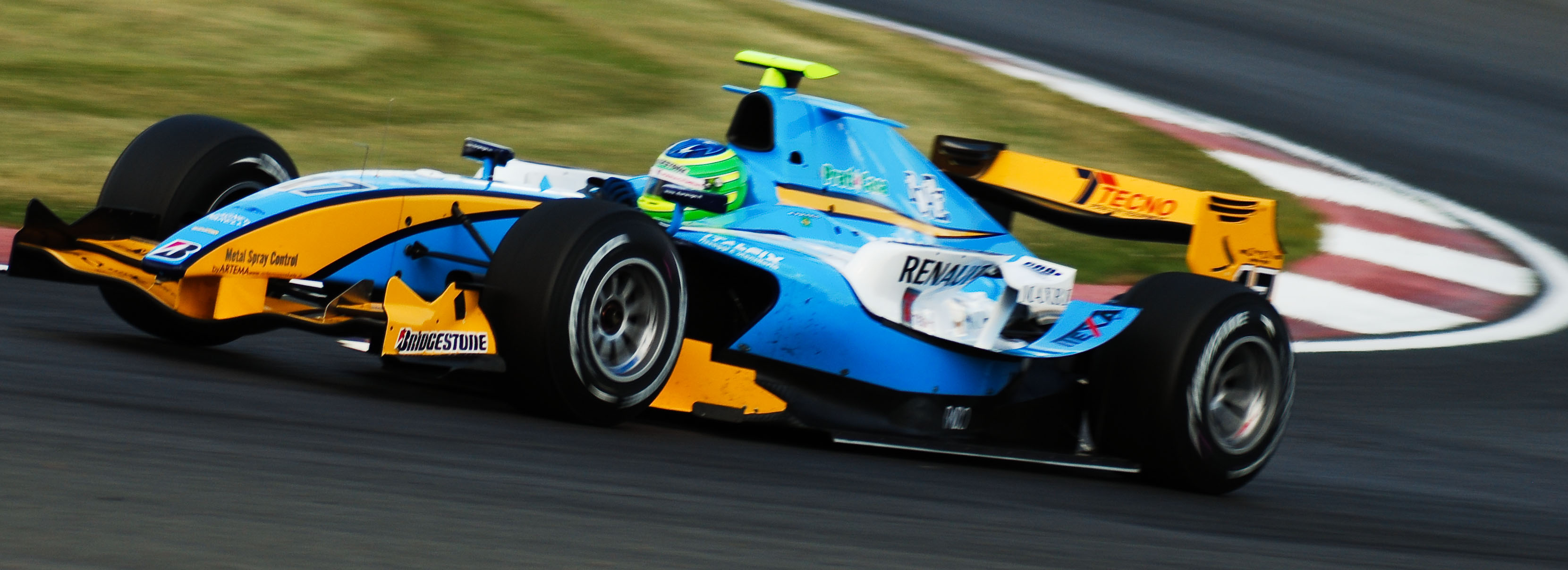
Alberto Valerio in der GP2-Serie 2008

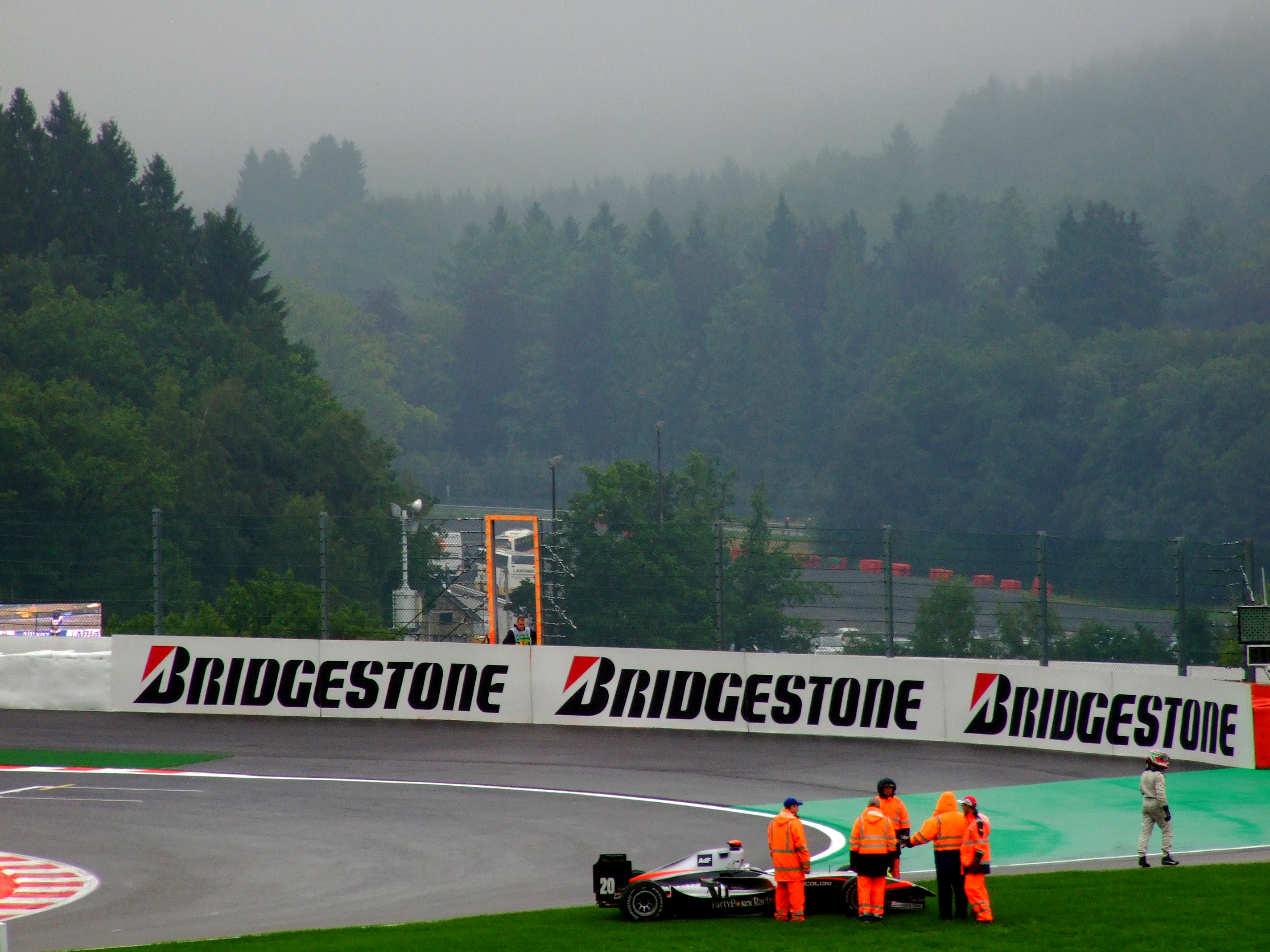
Alberto Valerio nach seinem Ausfall im Qualifikationstraining beim GP2-Rennen in Belgien 2010

Alberto Valerio (* 6. September 1985 in Ipatinga) ist ein ehemaliger brasilianischer Automobilrennfahrer. 2005 gewann er die südamerikanische Formel-3-Meisterschaft. Von 2008 bis 2010 fuhr er in der GP2-Serie.

## Karriere
Nachdem er seine Motorsportkarriere im Kartsport begonnen hatte, wechselte Valerio 2003 in den Formelsport und fuhr in der südamerikanischen Formel 3. Er wurde in seiner Debütsaison 18. in der Gesamtwertung. Nachdem er 2004 seine ersten Podest-Platzierungen in dieser Meisterschaft erreicht hatte, gewann er 2005 mit vier Siegen den Meistertitel der südamerikanischen Formel 3. Außerdem startete er in diesen drei Jahren bei einigen Rennen der brasilianischen Formel Renault.
2006 wechselte er in die britische Formel-3-Meisterschaft, wo er mit einer Podest-Platzierung den elften Gesamtrang erreichen konnte. Außerdem gab er am letzten Rennwochenende der Saison 2007 sein Debüt in der Formel Renault 3.5. In der darauffolgenden britischen Formel-3-Saison 2007 wechselte er zu Carlin Motorsport und verbesserte sich auf den achten Platz der Fahrerwertung. Ein Rennsieg blieb ihm auch in dieser Saison verwehrt. Wie im Vorjahr startete er beim letzten Saisonrennen der Formel Renault 3.5.
2008 wurde Valerio vom GP2-Team Durango für die GP2-Asia-Serie und die reguläre GP2-Serie unter Vertrag genommen. Sein Teamkollege wurde in beiden Serien der Italiener Davide Valsecchi. In der ersten Saison der GP2-Asia-Serie konnte der Brasilianer nur einmal als Fünfter Punkte erzielen und belegte am Saisonende den 19. Gesamtrang. In der Saison 2008 der europäischen GP2-Serie gelang es ihm nicht Punkte einzufahren. In beiden Meisterschaften war er seinem Teamkollegen Valsecchi deutlich unterlegen.
In der Saison 2008/2009 der GP2-Asia-Serie startete Valerio bei einem Rennen für Trident Racing und belegte punktelos den 37. Gesamtrang. In der regulären Serie wechselte er zu Piquet GP und bestritt seine zweite Saison an der Seite des erfahrenen GP2-Pilotens Roldán Rodríguez. Nachdem er beim Rennwochenende in Istanbul seine ersten Punkte in der GP2-Serie erzielt hatte, gewann er zwei Wochen später das Hauptrennen in Silverstone. Dieser Sieg war nicht nur sein erster GP2-Sieg, sondern es war auch sein erster Sieg in einer europäischen Formelklasse. Da er ansonsten nur mit mäßigem Erfolg unterwegs war und keine weiteren Punkte einfahren konnte, belegte er am Saisonende den 15. Gesamtrang. Außerdem startete er erneut bei einem Rennwochenende der Formel Renault 3.5.
In der Saison 2009/2010 der GP2-Asia-Serie nahm Valerio für die Scuderia Coloni am zweiten Lauf teil und belegte am Saisonende den 32. Gesamtrang. Außerdem ging er für Coloni 2010 in der europäischen Hauptserie der GP2 an den Start. Nach dem siebten Rennwochenende wurde der Brasilianer, der nur bei einem Rennen Punkte einfahren konnte, durch Álvaro Parente ersetzt. Am Saisonende belegte er den 22. Gesamtrang.

## Statistik

### Karrierestationen
Stand: 14. Oktober 2010
| Saison | Serie                            | Team                | Rennen | Poles | Siege | Punkte | Fahrerwertung |
| ------ | -------------------------------- | ------------------- | ------ | ----- | ----- | ------ | ------------- |
| 2003   | Südamerikanische Formel 3        | Dragão Motorsport   | 4      | 0     | 0     | 11     | 18.           |
| 2003   | Brasilianische Formel Renault    | ?                   | 12     | 0     | 0     | 0      | –             |
| 2004   | Südamerikanische Formel 3        | Cesário Junior      | 18     | 0     | 0     | 58     | 6.            |
| 2004   | Brasilianische Formel Renault    | Dragão Motorsport   | 3      | 0     | 0     | 0      | –             |
| 2005   | Südamerikanische Formel 3        | Cesário F3          | 18     | 4     | 4     | 113    | 1.            |
| 2005   | Formel Renault Brasilien         | Cesário FRenault    | 4      | 0     | 0     | 22     | 15.           |
| 2006   | Britische Formel-3-Meisterschaft | Cesário Formula UK  | 22     | 0     | 0     | 42     | 11.           |
| 2006   | Formel Renault 3.5               | EuroInternational   | 2      | 0     | 0     | 0      | 44.           |
| 2007   | Britische Formel-3-Meisterschaft | Carlin Motorsport   | 20     | 0     | 0     | 114    | 8.            |
| 2007   | Formel Renault 3.5               | Victory Engineering | 2      | 0     | 0     | 0      | –             |
| 2008   | GP2-Asia-Serie                   | Durango             | 10     | 0     | 0     | 2      | 19.           |
| 2008   | GP2-Serie                        | Durango             | 19     | 0     | 0     | 0      | 26.           |
| 2009   | GP2-Asia-Serie                   | Trident Racing      | 1      | 0     | 0     | 0      | 37.           |
| 2009   | GP2-Serie                        | Piquet GP           | 20     | 0     | 1     | 16     | 15.           |
| 2009   | Formel Renault 3.5               | Comtec Racing       | 2      | 0     | 0     | 0      | 36.           |
| 2010   | GP2-Asia-Serie                   | Scuderia Coloni     | 2      | 0     | 0     | 0      | 32.           |
| 2010   | GP2-Serie                        | Scuderia Coloni     | 14     | 0     | 0     | 4      | 22.           |